# Pisólito

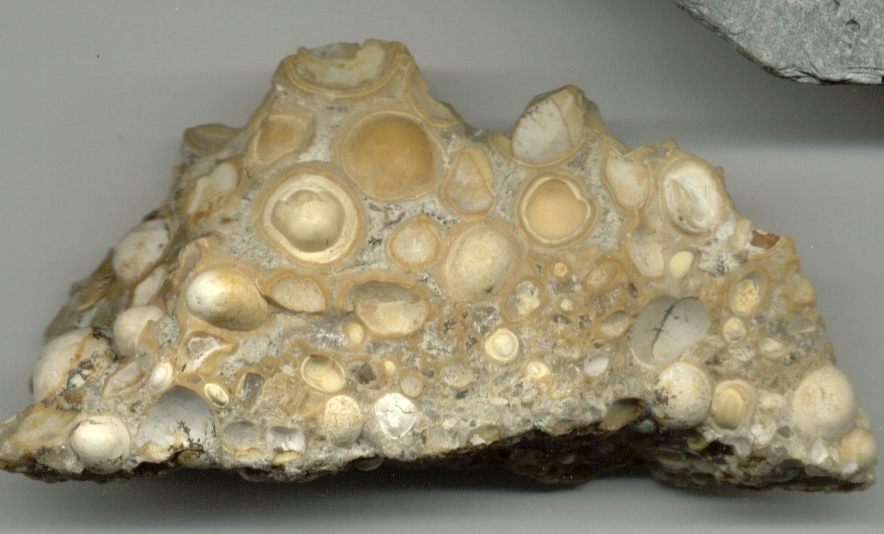
Formação calcária pisolítica

Os pisólitos são concreções calcárias de formato esférico ou elipsoidal, de diâmetro entre os 0,5 e os 10 milímetros. Formam-se por precipitação química em torno de um núcleo, o qual tanto pode ser um fragmento de uma concha ou um fragmento mineral. A precipitação ocorre de forma radial em camadas concêntricas.
Os pisólitos assemelham-se aos oólitos, que se formam do mesmo modo, apenas diferindo nas dimensões, porquanto geralmente têm diâmetros na ordem dos 0,25 a 2,00 milímetros.

## Etimologia
O substantivo «pisólito» provém da aglutinanação dos étimos gregos antigos  πίσον (píson), que significa «ervilha» (em alusão ao tamanho e feitio destas concreções) e e λίθος (litós), que significa «pedra».